# Вонг, Бенедикт
Бе́недикт Вонг (англ. Benedict Wong, род. 3 июля 1971, Экклс, Большой Манчестер) — британский актёр китайского происхождения. Наиболее известен по ролям Хубилай-хана в телесериале Netflix «Марко Поло», Брюса Ына в «Марсианине», Пита Чена в программе BBC One «Большая игра», пилота корабля Равеля в «Прометее» и Вонга в фильмах кинематографической вселенной Marvel: «Доктор Стрэндж», «Мстители: Война бесконечности», «Мстители: Финал», «Шан-Чи и легенда десяти колец», «Человек-паук: Нет пути домой» и «Доктор Стрэндж: В мультивселенной безумия». Бенедикт Вонг известен не только как актёр телевидения и кино, но и театра.

## Ранняя жизнь и образование
Вонг родился в Экклсе, Большой Манчестер, в северо-западной Англии, в семье эмигрантов из Гонконга через Ирландию. Он вырос в Сити-оф-Солфорд.
Он посещал двухгодичные курсы актёрского мастерства в Городском колледже Солфорда; во время учёбы он работал билетёром в ныне несуществующем театре «Грин-рум».

## Карьера
Первой ролью Вонга стал спектакль 1993 года «Приправа Кай Мей» на BBC Radio, написанный Кевином Вонгом. Он появился с Шоном Локом в ситкоме «Пятнадцатиэтажка» и сыграл роль доктора Франклина Фу во втором сезоне сериала «Абсурдное природоведение».
В 2007 году Вонг исполнил ведущую роль в фильме «Сделай себя сам».
Он сыграл роль Прайма, который будучи известным как Гарольд Тонг выиграл в шестнадцатом сезоне игрового шоу «Обратный отсчёт», в четвёртом эпизоде четвёртого сезона комедии Channel 4 «Компьютерщики». Вонг также появился в фильме «Шанхай» в роли Юсо Кита и телесериале BBC «Воины духа» в роли Ли.
В 2012 году Вонг появился в долгожданном фильме «Прометей».
В 2013 году было объявлено, что Вонг получил ведущую роль в спектакле «#авв: Арест Ай ВейВея» в театре Хампстед. Вскоре после этого театр Альмеида объявил, что Вонг присоединился к актёрскому составу новой пьесы «Кимерика». В том же году он сыграл роль гангстера Лау в драмеди BBC Two «Не те парни».
В декабре 2014 году на Netflix вышел первый сезон сериала «Марко Поло», в котором Вонг сыграл Хубилай-хана. В июле 2016 года вышел второй сезон шоу, в котором Вонг повторил свою роль.
В 2015 году Вонг сыграл в другом научно-фантастическом фильме Ридли Скотта, сыграв Брюса Ына в «Марсианин».
В 2016 году он присоединился к актёрскому составу супергеройского фильма «Доктор Стрэндж» в роли Вонга. В сиквеле «Доктор Стрэндж: В мультивселенной безумия» он вернулся к своей роли. В том же году снялся в телевизионном сериале «Чёрное зеркало», где сыграл в роли Шона Ли из Антикриминального агентства. В 2018 году снялся в  «Аннигиляция», где сыграл роль Ломакса, учёного, допрашивающего Лин. В 2019 году сыграл в американском боевике «Гемини» роль Бэрена.
В 2021 году вернулся к роли Вонга в фильмах «Шан-Чи и легенда десяти колец» и «Человек-паук: Нет пути домой». В 2022 году снова сыграл роль Вонга в фильме «Доктор Стрэндж: В мультивселенной безумия»

## Личная жизнь
Давний поклонник футбольного клуба Манчестер Юнайтед.

## Фильмография
| Год       |    | Русское название                          | Оригинальное название                       | Роль                      |
| --------- | -- | ----------------------------------------- | ------------------------------------------- | ------------------------- |
| 2001      | ф  | Чмок, чмок, ба-бах                        | Kiss Kiss (Bang Bang)                       |                           |
| 2001      | ф  | Эпилог                                    | Wit                                         |                           |
| 2001      | ф  | Шпионские игры                            | Spy Game                                    | Тран                      |
| 2002      | ф  | Грязные прелести                          | Dirty Pretty Things                         | Го И                      |
| 2003      | ф  | Код 46                                    | Code 46                                     | медик                     |
| 2005      | ф  | В ясный день                              | On a Clear Day                              | Чан                       |
| 2005      | ф  | Тристрам Шенди: История петушка и бычка   | A Cock and Bull Story                       | Эд                        |
| 2007      | ф  | Пекло                                     | Sunshine                                    | Трей                      |
| 2007      | ф  | Сделай себя сам                           | Grow Your Own                               | Кунг Санг                 |
| 2007      | ф  | Ларго Винч: Начало                        | Largo Winch                                 | Уильям Кван               |
| 2009      | ф  | Луна 2112                                 | Moon                                        | Томпсон                   |
| 2010      | ф  | Шанхай                                    | Shanghai                                    |                           |
| 2011      | ф  | Леди                                      | The Lady                                    | Карма Фунтсо              |
| 2011      | ф  | Агент Джонни Инглиш: Перезагрузка         | Johnny English Reborn                       | Чи Хан Ли                 |
| 2012      | ф  | Прометей                                  | Prometheus                                  | Равель                    |
| 2013      | ф  | Советник                                  | The Counselor                               | Ли                        |
| 2013      | ф  | Эффект колибри                            | Hummingbird                                 | мистер Чун                |
| 2013      | ф  | Пипец 2                                   | Kick-Ass 2                                  | Джимми Ким                |
| 2014—2016 | с  | Марко Поло                                | Marco Polo                                  | Хубилай-хан / Kublai Khan |
| 2015      | ф  | Марсианин                                 | The Martian                                 | Брюс Ын                   |
| 2016      | с  | Чёрное зеркало                            | Black Mirror                                | Шон Ли                    |
| 2016      | ф  | Доктор Стрэндж                            | Doctor Strange                              | Вонг                      |
| 2018      | ф  | Аннигиляция                               | Annihilation                                | Ломакс                    |
| 2018      | ф  | Мстители: Война бесконечности             | Avengers: Infinity War                      | Вонг                      |
| 2019      | ф  | Мстители: Финал                           | Avengers: Endgame                           | Вонг                      |
| 2019      | мс | Тёмный кристалл: Эпоха сопротивления      | The Dark Crystal: Age of Resistance         | Генерал/скекВар           |
| 2019      | ф  | История Дэвида Копперфилда                | The Personal History of David Copperfield   | мистер Уикфилд            |
| 2019      | ф  | Гемини                                    | Gemini Man                                  | Бэрон                     |
| 2019      | ф  | Леди и Бродяга                            | Lady and the Tramp                          | Бул                       |
| 2019      | с  | Академия смерти                           | Deadly Class                                | Мастер Лин / Master Lin   |
| 2020      | ф  | Девять дней                               | Nine Days                                   | Ке                        |
| 2021      | мф | Пончары. Глобальное закругление           | Extinct                                     |                           |
| 2021      | мф | Райя и последний дракон                   | Raya and the Last Dragon                    | Тонг                      |
| 2021      | ф  | Шан-Чи и легенда десяти колец             | Shang-Chi and the Legend of the Ten Rings   | Вонг                      |
| 2021      | ф  | Человек-паук: Нет пути домой              | Spider-Man: No Way Home                     | Вонг                      |
| 2022      | ф  | Доктор Стрэндж: В мультивселенной безумия | Doctor Strange in the Multiverse of Madness | Вонг                      |
| 2022      | с  | Женщина-Халк: Адвокат                     | She-Hulk: Attorney at Law                   | Вонг                      |
| 2023      | мф | Как слониха упала с неба                  | The Magician's Elephant                     |                           |
| 2024      | с  | Задача трёх тел                           | 3 Body Problem                              | Клеренс «Да» Ши           |
| 2024      | ф  | Как взломать экзамен                      | Bad Genius                                  | Мэн Кан                   |
| 2025      | ф  | Орудия                                    | Weapons                                     |                           |
| 2026      | ф  | Собачьи звёзды                            | The Dog Stars                               |                           |
| 2026      | ф  | Мстители: Судный день                     | Avengers: Doomsday                          | Вонг                      |

## Награды
В 2003 году Вонг был номинирован на Премию британского независимого кино за лучшую второстепенную роль в фильме «Грязные прелести».
В 2013 году Вонг был номинирован на West End Frame Award за лучшее исполнение в театральной постановке «Кимерики».